# Roland Freisler
Roland Freisler (Celle, 1893. október 30. – Berlin, 1945. február 3.) náci jogász és bíró. Harcolt az első világháborúban, és orosz hadifogságba esett. Az 1917-es októberi orosz forradalom után a hadifogolytábor ellátásáért felelős komisszár lett, de élete végéig tagadta, hogy kommunista meggyőződésű is lett volna. 1925-ben lépett be az NSDAP-ba. Az alkotmányos kereteken kívül létrehozott Népbíróság elnökeként és a Birodalmi Igazságügyi Minisztérium államtitkáraként jelentős szerepet vállalt a rendszer ellenségeinek üldözésében, kirakatperek során való nyilvános elítélésében. Gyakran sértegette és megalázta a vádlottakat, a tárgyalásokat erőszakosan vezette. Egy szövetséges bombázásban halt meg, amikor a bíróság égő épülete ráomlott.

## Élete

### Fiatalkora
1893-ban született Cellében mérnökember fiaként. 1912-ben jogtudományt kezdett tanulni Jénában, azonban az első világháború miatt megszakította tanulmányait, és önkéntesnek jelentkezett az 1. felsőelzászi gyalogezredhez. A keleti fronton harcolt és megkapta a Vaskereszt 1. és 2. fokozatát is. 1915-ben orosz hadifogságba esett. A fogolytáborban oroszul kezdett tanulni, és megismerkedett a marxizmussal is. A bolsevik hatalomátvétel után a tábor ellátásáért felelős komisszár lett. Azt beszélték, hogy a táborok feloszlatása után meggyőződéses kommunista lett, de ezt egyetlen korabeli dokumentum sem támasztja alá. H. W. Koch német történész szerint a bolsevikok hatalomra jutása után a hadifogolytáborokat német irányítás alá helyezték, és a komisszár csak formai, nem ideológiai cím volt. Freisler mindvégig tagadta, hogy bármilyen köze is lett volna a kommunizmushoz, de így sem tudta lemosni magáról a bolsevista bélyegét.
1920-ban tért vissza Németországba, és folytatta félbehagyott tanulmányait. 1922-ben sikeresen elvégezte az egyetemet, 1924-ben Kasselben kezdett ügyvédkedni. Ugyanebben az évben a városi tanács tagjává választották a Népi Szocialista Blokk színeiben. 1925 júliusában lépett be a Nemzetiszocialista Német Munkáspártba, ahol a 9679-es számú tagkönyvet kapta, és helyettes gauleiter lett. Védőügyvédként járt el a párttagok számára.
1932-ben az NSDAP jelöltjeként a poroszországi képviselőház tagja lett.

### A náci hatalomátvétel után

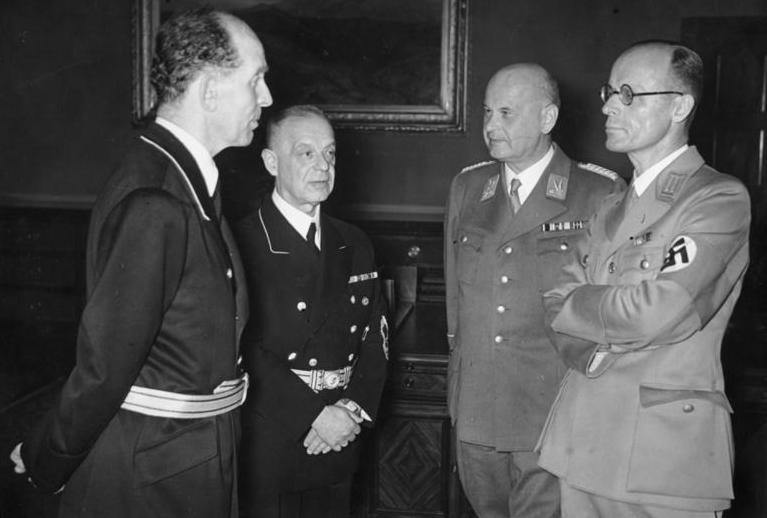
A nemzetiszocialista ideológia jogba való átültetését négyen végezték: Roland Freisler, Franz Schlegelburger, Otto Georg Thierack és Curt Rothenberger

1933 februárjában, a nemzetiszocialista hatalomátvétel után a Porosz Igazságügyi Minisztérium osztályvezetőjévé nevezték ki, márciustól pedig a Reichstag képviselője lett. 1933–34-ben az Igazságügyminisztérium államtitkára volt. Freisler jól értett a joghoz, gyors észjárású volt, és elsöprő beszédstílusa volt. Mindezek ellenére mégsem kapott sosem tárcát a kormányban. Uwe Wesel szerint ez egyrészről annak tudható be, hogy magányos farkas volt, erős támogató nélkül; másrészről testvére, Oswald Freisler viselkedésének, akit utóbb ki is zártak a pártból, mivel védőként is viselte az NSDAP kitűzőjét olyan perekben, amit propagandacélokra használtak. Guido Knopp szerint egyedül Joseph Goebbels szívelte őt a vezetők közül, a többiek nem. 1941-ben, amikor javaslatot tett arra, hogy Freislert nevezzék ki igazságügyi miniszternek Franz Gürtner helyére, Hitler így reagált: „Azt a régi bolsevikot? Nem!”
Freisler részt vett a jog nemzetiszocialista elvek alapján történő megreformálásában. Cikket írt a fiatalkorúak büntetőjogának rasszbiológiai alapon történő reformjáról (Die rassebiologische Aufgabe bei der Neugestaltung des Jugendstrafrechts), amelyben azzal érvelt, hogy a német, „fajilag értékes” fiataloktól el kell különíteni azokat a fiatalokat, akik „fajidegenek, fajilag degeneráltak, fajilag gyógyíthatatlanok vagy súlyosan sérültek”. Erősen támogatta a fajgyalázási (Rassenschande, szexuális kapcsolat „árják” és „alsóbbrendű fajok” között) törvények bevezetését. 1933-ban pamfletet írt arról, hogy a „kevert vérű” közösüléseket be kell tiltani, az „idegen vér” mennyiségétől függetlenül. Ezt a felvetését komoly nyilvános kritika érte és Hitler sem támogatta. Tőle származott a „koraérett fiatalkorú bűnöző” fogalma, amely 1939 októberében bekerült a fiatalkorú bűntettesekről szóló rendeletbe, megteremtve ezzel a fiatalkorú elkövetőkkel szembeni halál- és fegyházbüntetés alkalmazásának lehetőségét, első alkalommal a német jogban. 1942. január 20-án a birodalmi igazságügyminisztérium képviselőjeként részt vett a wannseei konferencián, ahol a zsidókérdés végső megoldásáról tárgyaltak.

### A Népbíróság elnökeként

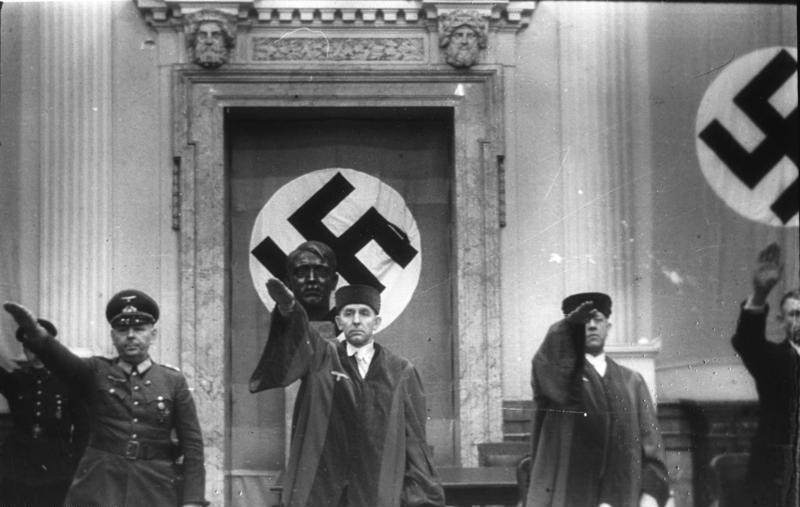
Freisler (középen) a Népbíróság bírájaként 1944 júliusában

1942. augusztus 20-án Hitler Otto Georg Thierackot nevezte ki igazságügyi miniszternek a nyugalomba vonuló Franz Schlegelberger helyett, és Freislert nevezte ki a Népbíróság élére, amely a politikai ügyekben ítélkezett. Freisler fellépett a „meggyőződés büntethetősége” érdekében, vagyis, hogy az elé kerülőket nemcsak bűncselekményekért, hanem meggyőződésükért is büntessék. A legtöbb esetben defetizmusnak minősített esetekben tárgyalt. Freisler erőszakosan vezette a tárgyalásokat, megfélemlítette a vádlottakat, és ellehetetlenítve a védekezésüket. Gyakran ordibált, válaszolt szarkasztikusan vagy éles vitákat folytatott. Elődje, Thierack elmebetegnek, Rudolf Diels porosz Gestapo vezető viszont „a forradalom vádlói között mindenki másnál ragyogóbb”-nak tartotta. Viselkedésében Andrej Visinszkij szovjet ügyészt, a koncepciós perek vádlóját másolta.
Működése alatt mintegy 2600 halálos ítéletet szabott ki. Ő ítélkezett többek között a Fehér Rózsa tagjainak ügyében (Sophie Scholl, Hans Scholl, Christoph Probst), akiket nyaktiló általi halálra ítélt. Az 1944. július 20-i Hitler elleni merénylet résztvevői elleni pereket is ő vezette, amelyet filmre vettek, ám a nyilvánosságnak végül nem mutattak be, mivel kínos volt Freisler ordibálása és megalázó viselkedésmódja.

### Halála
1945. február 3-án a szombati ülésnapot vezette a Népbíróságon, amikor amerikai repülőgépek bombázni kezdték Berlint. Több kormányzati és pártépület is találatot kapott, többek között a Népbíróság épülete is. Freisler berekesztette a tárgyalást és rendelkezett, hogy a vádlottakat vigyék az óvóhelyre, de ő maga ott maradt összeszedni az iratokat. Amikor az épület közvetlen bombatalálatot kapott, egy lehulló gerenda végzett vele. Az összezúzott testét egy oszlop alatt találták meg, a megmenteni szánt iratokat fogva. Más beszámoló szerint menekülés közben egy repesz végzett vele, ő pedig a Népbíróság épülete előtt vérzett el, egyik vádlottja, Fabian von Schlabrendorff szeme láttára.
Luise Jodl, Alfred Jodl felesége a lützowi kórházban dolgozott, amikor behozták Freisler holttestét. Elmondása szerint, amikor az egyik dolgozó megjegyezte: „Ez volt az Isten ítélete”, senki nem szállt vitába.
A berlini Waldfriedhof Dahlem temetőben, felesége családjának sírhelyén van eltemetve, neve azonban nem szerepel a sírkőn.

## Fordítás
- Ez a szócikk részben vagy egészben  a   Roland Freisler című angol Wikipédia-szócikk ezen változatának fordításán alapul.  Az eredeti cikk szerkesztőit annak laptörténete sorolja fel. Ez a jelzés csupán a megfogalmazás eredetét és a szerzői jogokat jelzi, nem szolgál a cikkben szereplő információk forrásmegjelöléseként.

## További információ
- F. Bernaś, J. M. Bernaś. Merénylet Hitler ellen. Kossuth Könyvkiadó., 122. o. (1978). ISBN 963-09-1006-3